# Marinearsenal (Deutschland)

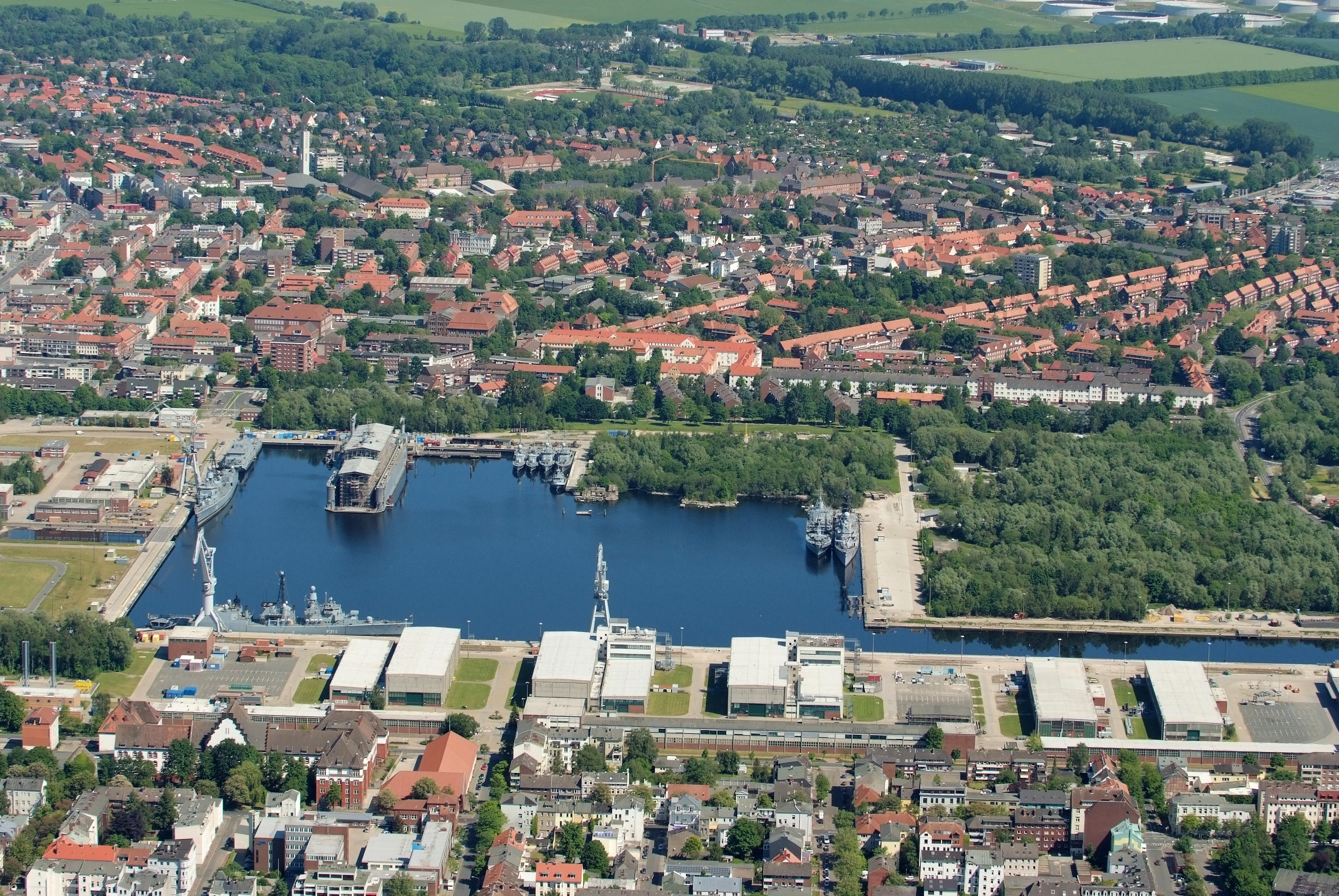
Bauhafen des Marinearsenals in Wilhelmshaven

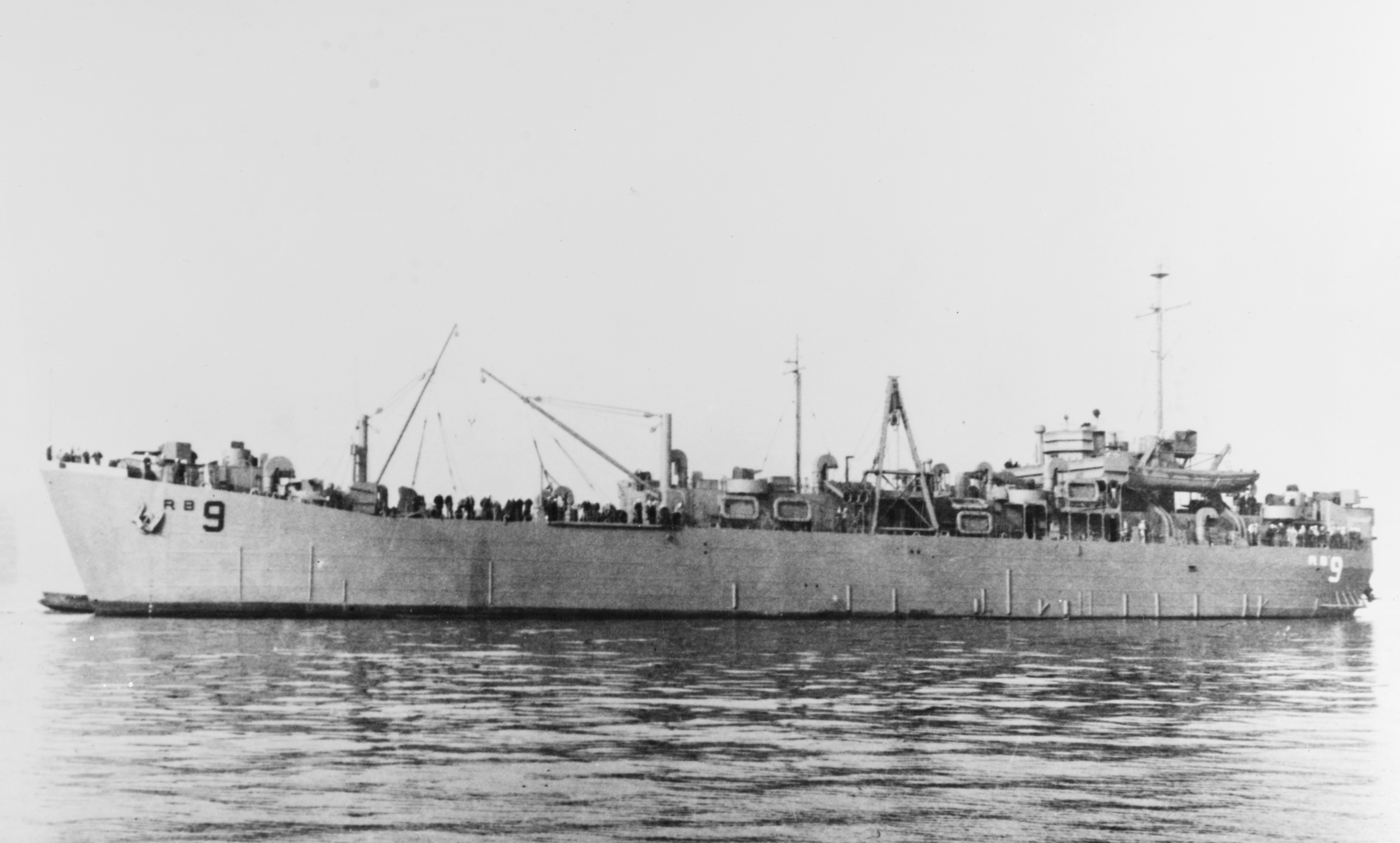
Das amerikanische Werkstattschiff USS Ulysses (ARB-9), das später als Odin an die Bundesmarine abgegeben wurde

Das Marinearsenal (MArs) ist eine Dienststelle des Organisationsbereichs Ausrüstung, Informationstechnik und Nutzung der Bundeswehr, die dem Bundesamt für Ausrüstung, Informationstechnik und Nutzung der Bundeswehr (BAAINBw) unterstellt ist. Seine Aufgabe ist vorwiegend die Materialerhaltung von Wasserfahrzeugen und Landanlagen der Deutschen Marine und von Schiffen und Booten der Bundeswehr insgesamt.

## Geschichte
Bereits während der ersten Planungen zur Wiederbewaffnung der Bundesrepublik Deutschland gab es 1953 Überlegungen für einen dem Amt Blank unterstehenden „Wehrbeitraghafen“ in Wilhelmshaven. Nach Gründung der Bundeswehr am 12. November 1955 und der damit verbundenen Aufstellung der Bundesmarine mussten technische Kapazitäten zur Unterstützung und zum Materialerhalt von Schiffen und Booten geschaffen werden. Am 27. März 1957 entschied das damalige Bundesministerium für Verteidigung, zwei Marinearsenale in Kiel und Wilhelmshaven zu errichten. Zunächst unter militärischer Leitung stehend wurden sie bereits am 14. November 1957 fachlich und im März 1959 auch organisatorisch dem Bundesamt für Wehrtechnik und Beschaffung unterstellt.
Die Arsenale wurden auf dem Gelände der vormaligen Kriegsmarinewerften Wilhelmshaven und Kiel eingerichtet. Diese gingen zurück auf die Marinewerften der vormaligen Reichsmarine, der Kaiserlichen Marine und der Preußischen Marine. Die Marinewerften waren nach dem Zweiten Weltkrieg durch die Alliierten demontiert und zerstört worden. Der Wiederaufbau in Wilhelmshaven begann am 1. August 1957.
Zum 1. April 1974 wurden die beiden Arsenale organisatorisch zu einer Dienststelle Marinearsenal in Wilhelmshaven mit den beiden Arsenalbetrieben Kiel und Wilhelmshaven zusammengefasst. Den Arsenalbetrieben unterstanden Außenstellen u. a. in den Stützpunkten Flensburg und Olpenitz. Die dem Arsenal unterstehenden Werkstattschiffe Odin und Wotan waren in Olpenitz bzw. Wilhelmshaven stationiert. Zu dieser Zeit waren etwa 5000 Personen im Arsenal beschäftigt.
Nach der Deutschen Wiedervereinigung 1990 wurden die Werkstattschiffe außer Dienst gestellt und die Außenstellen umgegliedert. Damit war eine Reduzierung des Personalumfangs verbunden.
Im Rahmen der Neuausrichtung der Bundeswehr und dem damit verbundenen Stationierungskonzept entschied der damalige Verteidigungsminister Thomas de Maizière am 26. Oktober 2011, den Arsenalbetrieb Kiel zum 31. Dezember 2015 zu schließen, er wurde zu diesem Zeitpunkt stark verkleinert. Die Liegenschaft wurde aus dem Marinearsenal ausgegliedert und in die WTD 71 eingegliedert.
Nach dem russischen Überfall auf die Ukraine 2022 und dem daraufhin unter dem Begriff Zeitenwende eingeleiteten Wiederaufwuchs der Bundeswehr wird das Marinearsenal wieder verstärkt. Zu den Maßnahmen gehört der Erwerb der ehemaligen MV Werften Rostock unter der Bezeichnung Marinearsenal Warnowwerft. Außerdem wird der Standort Kiel wieder aufgebaut. Dort sollen 300 Arbeitsplätze entstehen. Das früher in Kiel stationierte Dock B wird von Wilhelmshaven dorthin zurückverlegt. Für Wilhelmshaven wird ein neues Schwimmdock beschafft, und es wird ein Trockendock gebaut, das ab etwa 2030 fertiggestellt werden soll.

## Aufgaben
Das Marinearsenal hat folgende Aufgaben:
- Planmäßige und außerplanmäßige Materialerhaltung der Schiffe und Boote der Marine
- Sofortinstandsetzung an Schiffen und Booten der Marine
- Änderungen an maritimem Wehrmaterial
- Beauftragung und Abwicklung von Industrieleistungen für die Marine
- Technische Grundlagenarbeit für Materialerhaltungsmaßnahmen und Umbauplanungen
- Maßnahmen der technisch-logistischen Unterstützung

Das Marinearsenal unterstützt außerdem Landdienststellen der Marine und die Instandhaltung von Schiffen und Booten der Bundeswehr, die nicht der Marine gehören. Zu den Aufgaben gehört auch die Unterstützung der Marine im Einsatz durch Entsendung von Instandsetzungspersonal in die Einsatzgebiete der Marine.
Schwerpunkt der Tätigkeit des Marinearsenals ist die Instandsetzung der militärischen Anlagen auf Kriegsschiffen, während die Materialerhaltung der schiffbaulichen Komponenten wie Rumpf, Antrieb und Energieerzeugung auf Schiffen meist an zivile Werften vergeben wird. Schiffe, die zur planmäßigen Instandsetzung anstehen, geben ihre militärischen Anlagen wie Waffen und Sensoren im Arsenal ab und werden dann in einer zivilen Werft instand gesetzt. Anschließend werden die militärischen Anlagen, die zwischenzeitlich im Arsenal oder in der Industrie gewartet worden sind, im Arsenal wieder eingebaut und in das Gesamtsystem Kriegsschiff integriert. Das Arsenal führt Bauaufsicht über die Arbeiten der zivilen Werften und Industriebetriebe.

## Organisation
Die 1974 geschaffene Organisation besteht im Wesentlichen bis heute fort. Der Leitung des Marinearsenals in Wilhelmshaven unterstehen zentrale Elemente für wirtschaftliche und technische Fragen in Wilhelmshaven und die beiden Arsenalbetriebe in Kiel und Wilhelmshaven. Dem Arsenalbetrieb Kiel ist eine Außenstelle im Marinestützpunkt Hohe Düne unterstellt. In beiden Betrieben gibt es Werkstätten für Schiff und Ausrüstung sowie für Führungsanlagen und Waffen.
Am ehemaligen Standort des Ende 2015 geschlossenen Arsenals in Kiel, einer 52 Hektar großen Liegenschaft mit 1550 Meter Kailänge und 25 Hektar Wasserfläche, verblieben 44 Dienstposten für die Betreuung der U-Boote und Minenjagdboote. Hinzu kommen Dienstposten für die aufgelegten Marineeinheiten und die Hafenanlagen. Im Rahmen der Reaktivierung des Kieler Arsenalstandorts soll die Personalstärke auf 300 Personen aufwachsen.

## Personal
Als Dienststelle der Wehrverwaltung beschäftigt das Marinearsenal ausschließlich ziviles Personal. Die Personalstärke beträgt 1.720 Mitarbeiter (Stand 2012), es werden jährlich etwa 60 Ausbildungsplätze in den technischen Berufen Industriemechaniker, Mechatroniker, IT-Systemelektroniker, Elektroniker für Geräte und Systeme, Systeminformatiker angeboten. Im Zuge der Verstärkung des Arsenals wächst die Personalstärke auf 1800 Personen auf, von denen 1000 in Wilhelmshaven, 500 in Rostock und 300 in Kiel beschäftigt sein sollen.